# Pivot (pallamano)

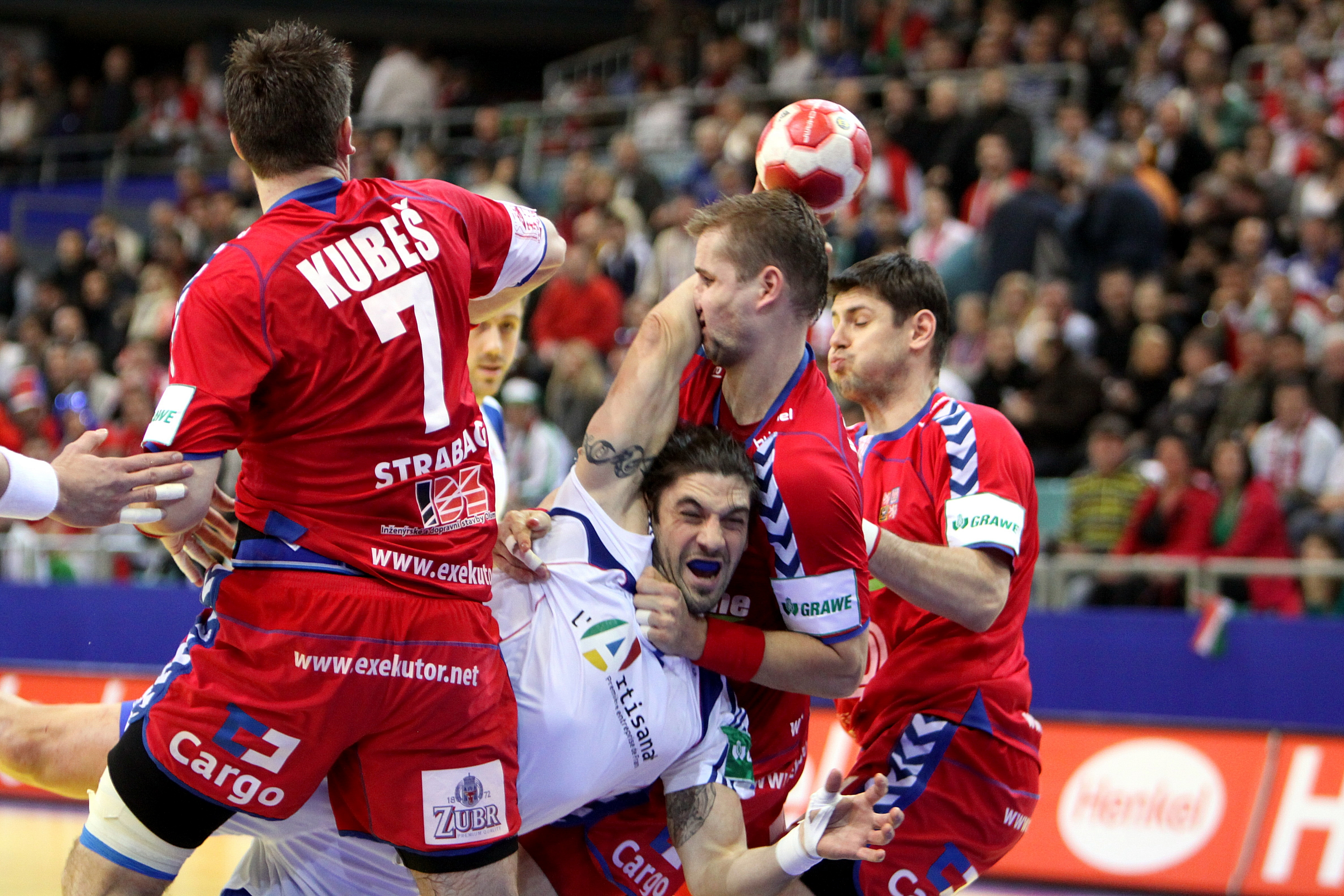
Il pivot Bertrand Gille, in maglia bianca, marcato da tre avversari.

Il pivot è un ruolo della pallamano.

## Caratteristiche
L'atleta che gioca in tale posizione ha il compito di segnare i gol per la propria squadra. Oltre a posizionarsi attorno all'area dei 6 metri, da cui può cercare il tiro a rete, si occupa di contrastare il centrale e i terzini avversari creando spazio utile per l'inserimento delle ali.
Per svolgere al meglio i suoi compiti, il pivot deve avere un buon controllo di palla e la precisione nel tiro in porta; sono altresì necessarie una buona visione di gioco, doti di acrobazia per tirare in tuffo e doti fisiche, per resistere ai contatti con gli avversari ed ai falli.